# Taavansaari
Taavansaari är en ö i Finland. Den ligger i sjön Honkanen och i kommunen Kuhmois i landskapet Mellersta Finland, i den södra delen av landet, 160 km norr om huvudstaden Helsingfors. Öns area är 1,4 hektar och dess största längd är 200 meter i sydöst-nordvästlig riktning.